# Csupaszlábú poszáta
A csupaszlábú poszáta (Chaetornis striata) a verébalakúak (Passeriformes) rendjébe, ezen belül a tücsökmadárfélék (Locustellidae) családjába tartozó, a Chaetornis nem egyedüli faja. 19-21 centiméter hosszú. Banglades,  India, Nepál és Pakisztán fűvel sűrűn benőtt, bozótos, mocsaras területein él, a Himalája déli oldalain élő állományai télen középkelet-India területére vonulnak. Apró gerinctelenekkel táplálkozik. Májustól augusztusig költ. A fészkelőterületén lévő mocsarak lecsapolása miatt sebezhető.

## Fordítás
- Ez a szócikk részben vagy egészben  a   Bristled grassbird című angol Wikipédia-szócikk fordításán alapul.  Az eredeti cikk szerkesztőit annak laptörténete sorolja fel. Ez a jelzés csupán a megfogalmazás eredetét és a szerzői jogokat jelzi, nem szolgál a cikkben szereplő információk forrásmegjelöléseként.